# Kai Hansen (Regisseur)
Kai Hansen († nach 1915) war ein Stummfilmregisseur in Moskau.

## Leben und Wirken
Kai Hansen stammte wahrscheinlich aus Hamburg oder dessen Umgebung. Er drehte über 20 Stummfilme zwischen 1909 und 1915, die meisten zu russischen Themen für die Moskauer Niederlassung der französischen Produktionsfirma Pathé Frères.
Über sein Leben gibt es keine weiteren Angaben.

## Filmografie
Die meisten Filme wurden auch in Deutschland gezeigt.
Angegeben sind die offiziellen Filmtitel in französischer, russischer und deutscher Sprache, dazu in Klammern alternative Schreibweisen und Übersetzungen.
- Dmitry Donskoy, 1909, Russland/Frankreich, auch in Deutschland gezeigt
- Pyotr Velikiy (Pjotr Welikij)/Pierre Le Grand/Peter der Große, 1910, Russland/Frankreich
- Knyashna Tarakanova (Knjaschnja Tarakanowa)/Prinzessin Tarakanowa und Katharina II., 1910, Russland/Frankreich, mit Maurice Maître
- Le lieutenant Yergounoff/Leutnant Yergunow, 1910, Russland/Frankreich, mit Maurice Maître
- L’khaim/L’chaim/Der Liebe Gewalt, 1911, Frankreich/Russland, mit Maurice Maître
- Roman s kontrabasom/Der Kontrabass, 1911 (1912), Frankreich/Russland
- Le violon/Skripka/Die Geige, 1911, Frankreich/Russland
- André et Nadia/Andreas und Nadia, 1911, Frankreich/Russland
- Mitioukha v Bepokamnno (Mitjucha w bepokamno), 1911 (keine deutsche Aufführung)
- S plakhi pod Venets (S plachi pod wenez), 1911 (keine deutsche Aufführung)
- Zhenikh (Schenich/Verheiratet), 1911 (keine deutsche Aufführung)
- 1812 god (Das Jahr 1812), 1912 (keine deutsche Aufführung), über die napoleonischen Eroberungsversuche in Russland
- Bespridannitsa, 1912 (keine deutsche Aufführung)
- Les maladresses de Beta Michka, 1912 (keine deutsche Aufführung)
- Carskij gnev, 1912 (keine deutsche Aufführung)
- Newesta ogija/Um ihrerwillen, um seinerwillen, 1913, Frankreich/Russland
- Tajna dom nomer 5 (Das geheime Haus Nr. 5/Das Geheimnis der Doukajastrasse), 1912 (1913), Russland/Frankreich
- Na bednogo Mitiochu/Peters Missgeschick, 1913, Russland/Frankreich (möglicherweise identisch mit einem der Filme von 1911/12), Jugendverbot in Deutschland
- La Petit Geisha/Die kleine Geisha, 1913, Frankreich/Russland, Jugendverbot in Deutschland
- L’honneur d’ une Japonais/Ljubow japonki/Die Ehre der Japanerin, 1913, Russland/Frankreich
- Grosa/Das Gewitter, 1913, Russland
- Gebrandmarkt, 1913, Deutschland/Frankreich, mit Albert Hansen Film-Verleih Hamburg!
- Brand, 1915, nach Theaterstück von Henrik Ibsen (keine Aufführung in Deutschland bekannt)